# Leichenwaschung
Mit Leichenwaschung wird ein Bestattungsritual verschiedener Religionen und Kulturen bezeichnet, bei dem die Leiche eines Verstorbenen mit Wasser gewaschen wird. In einigen Religionen ist die Waschung unabdingbar.

## Judentum
Im Judentum ist eine rituelle Ganzkörperwaschung des Verstorbenen, genannt  Tahara, vorgeschrieben. Sie wird oft durch eine von der Gemeinde eingerichtete Beerdigungsgesellschaft (Chewra Kadischa) durchgeführt. Sie findet kurz vor der Beerdigung, nach den Vorschriften innerhalb von drei Stunden vor der Beerdigung statt, um zu gewährleisten, dass der Leichnam bis zur Beerdigung im Zustand ritueller Reinheit bleibt und nicht wieder verunreinigt wird. Die Waschung kann in einem speziellen Taharahaus auf dem Friedhof oder auch zu Hause durchgeführt werden. Das Taharahaus besitzt einen steinernen Tisch für die Waschung und einen Ofen zum Erwärmen des Wassers, ist aber sonst einfach gehalten.

## Islam
Im Islam wird die Leichenwaschung (arabisch غسل الميت ghusl al-mayyit, DMG ġuslu l-maiyit) als gemeinschaftliche Pflicht der muslimischen Gemeinschaft angesehen und ist eine Form der rituellen Reinigung („Ghusl“) des gesamten Körpers. Ziel ist weniger die Säuberung des Körpers als das Erreichen ritueller Reinheit („Tahāra“).
Ein Verstorbener wird dreimal mit jeweils neuem Wasser gereinigt, dem ersten Wasser wird dabei Lotus, dem zweiten Kampfer zugesetzt, die dritte Waschung erfolgt mit reinem Wasser.
Muslimische Märtyrer (Schahid) werden hingegen nicht gewaschen, da sie bereits den Zustand ritueller Reinheit erreicht haben.

## Christentum
Im Christentum gehört die Leichenwaschung nicht zum vorgeschriebenen religiösen Bestattungsritus, sondern ist nur ein Teil der hygienischen Totenversorgung, also der Vorbereitung des Leichnams zur Bestattung.